# Comité Marítimo Internacional
El Comité Marítimo Internacional (CMI), que fue formalmente fundado en 1897 en Amberes, (Bélgica), es la más antigua organización internacional en el ámbito marítimo.
El propósito inicial del CMI fue, y sigue siendo, la unificación del Derecho marítimo internacional. Hacia el logro de este propósito, los fundadores del CMI manifestaron que estaban interesados en recibir los aportes de toda la industria marítima, incluyendo operadores de buques, banqueros, aseguradores y liquidadores; no debía ser únicamente una organización de abogados. En el cumplimiento de tal aspiración, el CMI promueve la creación de asociaciones de derecho marítimo nacionales, como así como también la cooperación con otras organizaciones internacionales.

## Trabajo realizado
El CMI redactó muchas de las Convenciones y Reglas conocidas por la industria marítima:
- Las Reglas de La Haya (Convención Internacional de Bruselas de 1924, «Convenio para la Unificación de Ciertas Reglas en Materia de Conocimiento de Embarque» (en inglés, International Convention for the Unification of Certain Rules of Law relating to Bills of Lading)[Nota 1]
- Convenciones sobre Abordaje y Salvamento
- Las Reglas de York y Amberes sobre averías comunes (1950)
- Convenciones sobre Limitación de Responsabilidad[Nota 2]
- Hipotecas y privilegios navales
- Embargo preventivo de buques extranjeros en puertos nacionales (1952)
- Transporte de Pasajeros por Mar
- Reglas sobre Conocimientos de Embarque marítimos y Conocimientos electrónicos

Mientras que en el pasado el CMI fue prácticamente el único redactor de estas convenciones y reglas, en años recientes, el CMI ha trabajado estrechamente con otras organizaciones internacionales como la Organización Marítima Internacional (OMI), la Conferencia de las Naciones Unidas sobre Comercio y Desarrollo (UNCTAD) y la Comisión de las Naciones Unidas para el Derecho Mercantil Internacional (UNCITRAL). Ha preparado textos preliminares y aconsejado durante las negociaciones pertinentes. El CMI además responde a pedidos de aporte recibidos de estas organizaciones intergubernamentales, como así también ha propuesto textos de nuevas normas que pueden llegar a ser adoptadas por las mismas.
Más recientemente, el CMI ha trabajado sobre la revisión de las Reglas de York-Amberes y ha tratado asuntos relacionados con los temas más acuciantes de la actualidad: transporte de mercaderías (Reglas de Róterdam), seguridad en el mar, lugares de refugio para buques en peligro, salvamento ambiental, venta judicial de buques, piratería, y el trato justo de las tripulaciones.